# اريك هارفي
اريك هارفي هو شخصية أعمال كندي، ولد في 2 أبريل 1892 في أوريليا في كندا، وتوفي في 11 يناير 1975 في كالغاري في كندا.